# سرآب (غزنی)
سرآب منطقهٔ مسکونی در افغانستان، واقع در جغتو ولایت غزنی است.

## افراد مشهور
- عبدالواحد سرابی
- حبیبه سرابی
- عزیز رویش
- غلام حسن صادقی